# Strmec, Litija
Strmec este o localitate din comuna Litija, Slovenia, cu o populație de 43 de locuitori.